# NWA World Heavyweight Championship
NWA World Heavyweight Championship er en VM-titel inden for wrestling i National Wrestling Alliance, hvor den også er den vigtigste titel. Indehaveren af titlen mellem 1952 og 1960 var betragtet som den ubestridte verdensmester inden for wrestling.
Titlens afstamning er blevet sporet helt tilbage til 1905, hvor de første verdensmestre inden for wrestling blev kåret. National Wrestling Alliance blev dannet i 1948 og samlede en masse mindre wrestlingorganisationer rundt omkring i USA. NWA blev det ledende organ inden for nordamerikansk wrestling, og de enkelte organisationer var tvunget til at anerkende indehaveren af NWA World Heavyweight Championship, organisationens VM-titel, som verdensmester, samtidig med at den enkelte organisation havde sin egen regionale mester. Fra 1952 til 1960 var indehaveren NWA-titlen den ubestridte verdensmester, da Lou Thesz samlede alle de store VM-titel under NWA's titel. I perioder siden 1990'erne har NWA's VM-titel fungeret som VM-titler i andre organisationer, heriblandt World Championship Wrestling og senest Total Nonstop Action Wrestling. Begge organisationer har dog senere hen brudt væk fra NWA og skabt deres egne VM-titler – WCW World Heavyweight Championship og TNA World Heavyweight Championship. 
I dag bliver NWA World Heavyweyweight Championship forsvaret i Ring of Honor, men har mistet sin status som "ægte" VM-titel af Pro Wrestling Illustrated. NWA's VM-titel har ellers været én af de få ægte VM-titler siden 1948 sammen med bl.a WWE Championship (1961-) og AWA World Heavyweight Championship (1960-1990). I januar 1991 mistede titlen for første gang sin status, men fik den tilbage i juni 2002 og bevarede den indtil maj 2007, hvor TNA trak sig ud af NWA. 
| Sport | Spire Denne artikel om sport er en spire som bør udbygges. Du er velkommen til at hjælpe Wikipedia ved at udvide den. |